# Cơ delta
Cơ delta (còn gọi là cơ vai, cơ bả vai, tiếng Anh: Deltoid muscle, tiếng Pháp: Le muscle deltoïde) là cơ ở vị trí trên vai ở người. Về mặt giải phẫu, cơ tạo thành từ ba sợi riêng biệt, mặc dù theo điện cơ đồ lại chia cơ thành ít nhất bảy nhóm mà hệ thần kinh chi phối độc lập.
Trong tiếng Anh, trước đây cơ có danh pháp là deltoideus (số nhiều deltoidei) và tên này vẫn được sử dụng bởi một số nhà giải phẫu học. Sở dĩ có tên như vậy là vì cơ có hình dạng giống chữ delta viết hoa (Δ) trong bảng chữ cái Hy Lạp. Những người tập thể hình thường gọi tắt là "delt ".
Một nghiên cứu trên 30 đối tượng cho thấy khối lượng trung bình của cơ delta là 191,9 gam (6,77 oz)  ở người, dao động từ 84 gam (3,0 oz)  đến 366 gam (12,9 oz).

## Cấu trúc
Các nghiên cứu cổ điển xác nhận rằng nguyên ủy của cơ delta gồm 3 tập hợp sợi cơ rời rạc, thường được gọi là "đầu":
1. Sợi trước hoặc sợi đòn phát sinh từ hầu hết bờ trước và mặt trên của một phần ba ngoài xương đòn.[4] Nguyên ủy trước ở vị trí kề với sợi ngoài của cơ ngực lớn. Các sợi cơ này có liên quan chặt chẽ và chỉ có khe nhỏ, là khe mà tĩnh mạch đầu đi qua, ngăn cách hai cơ.[5]
2. Sợi bên hoặc sợi mỏm cùng vai phát sinh từ mặt trước mỏm cùng vai của xương vai.
3. Sợi sau hoặc sợi gai phát sinh từ bờ sau gai vai của xương vai.

Fick  chia ba sợi cơ nêu trên thành bảy thành phần nhỏ hợn theo Kapandji, Sakoma Y và cộng sự: Sợi trước có hai thành phần (I và II); Sợi bên có một (III); Sợi sau có bốn thành phần (IV, V, VI và VII)

### Bám tận
Các sợi cơ tụ lại, bám tận tại lồi củ delta ở giữa bờ ngoàixương cánh tay.
Theo cổ điển, cơ delta có một bám tận duy nhất, tuy nhiên thực tế cơ delta bám tận được chia thành hai hoặc ba vùng rõ ràng tương ứng với ba nguyên ủy của cơ. Ngoài ra, mạc delta hợp cùng mạc cánh tay, liên hệ với ô cánh tay trong và ngoài 

### Cung máu
Cơ delta được nuôi dưỡng bởi động mạch mũ cánh tay sau và nhánh delta của động mạch ngực - cùng vai (phân nhánh từ động mạch nách).

### Thần kinh
Cơ delta được thần kinh nách chi phối. Thần kinh nách bắt nguồn từ nhánh trước của thần kinh sống C5 và C6.
Các nghiên cứu đã chỉ ra rằng có bảy phân đoạn thần kinh đến cơ delta. Ba trong số phân đoạn chi phối đầu trước cơ delta, một phân đoạn chi phối ở đầu giữa và ba phân đoạn chi phối đầu sau cơ delta. Các phân đoạn thần kinh cơ này được tạo bởi các nhánh nhỏ của thần kinh nách, và phối hợp với các cơ khác của nhóm cơ vai bao gồm Cơ ngực lớn và cơ trên gai.
Thần kinh nách có thể bị tổn thương trong quá trình phẫu thuật vùng nách, chẳng hạn như phẫu thuật cắt bỏ ung thư vú. Thần kinh cũng có thể bị thương do trật khớp trước ở đầu xương cánh tay.

## Chức năng

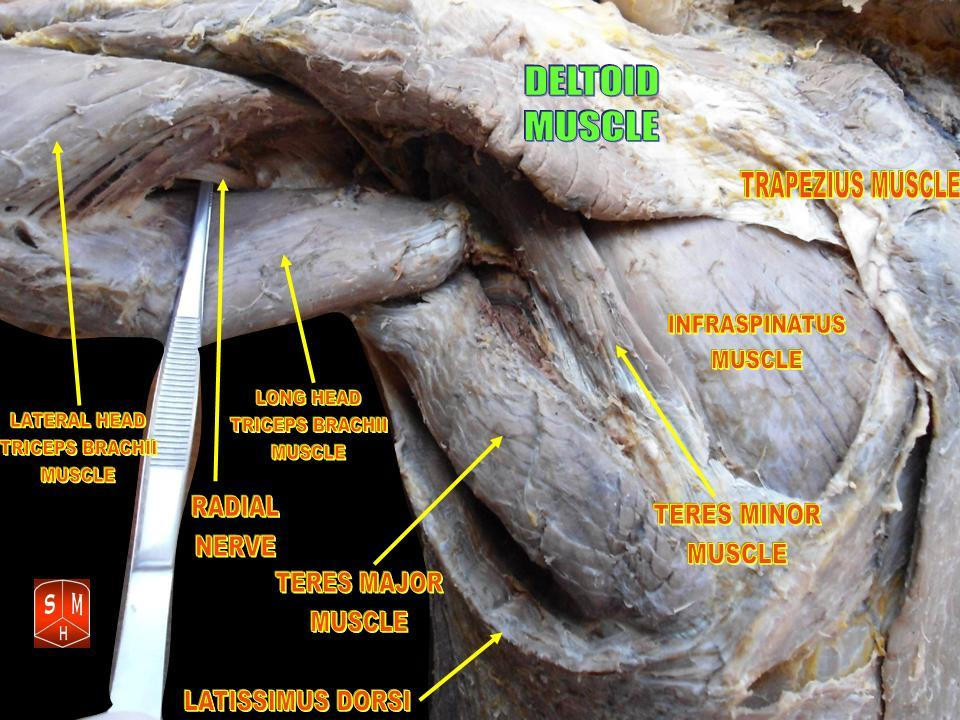
Cơ delta ở chi trên khi giạng

Cơ delta là cơ chủ yếu gây cử động giạng cánh tay. Như vậy, cơ delta là cơ đối vận của cơ ngực lớn và cơ lưng rộng khi khép.
Các sợi trước giúp cơ ngực lớn gấp vai. Cơ delta trước cũng cử động cùng với cơ dưới vai, các cơ ngực và các cơ xô (cơ lưng) để xoay xương cánh tay vào trong.
Các sợi sau giúp cơ ngực lớn giạng vai. Cơ delta trước cũng cử động cùng với cơ dưới gai và cơ trám bé, để xoay xương cánh tay ra ngoài, đối vận với các cơ ngực và các cơ xô (cơ lưng).

## Ý nghĩa lâm sàng
Các bất thường phổ biến nhất ảnh hưởng đến cơ delta là rách, teo mỡ và đau quanh vị trí bám vào xương (enthesopathy). Rách cơ delta hay liên quan đến trật khớp vai hoặc rách các cơ ống xoay (rotator cuff). Teo cơ là hệ quả của những nguyên nhân khác nhau, trong đó có lão hóa, cắt dây thần kinh, loạn dưỡng cơ, chứng suy mòn (cachexia) và chấn thương do thầy thuốc (iatrogenic injury). Đau quanh vị trí bám vào xương cánh tay (Deltoideal humeral enthesopathy) là một tình trạng cực kỳ hiếm gặp liên quan đến lực căng cơ học. Ngược lại, đau quanh vị trí bám vào mỏm cùng vai (Deltoideal acromial enthesopathy) là dấu hiệu đặc trưng của các bệnh viêm cột sống với xét nghiệm huyết thanh âm tính (seronegative spondylarthropathy), nên theo dõi bằng điều tra lâm sàng và huyết thanh học thích hợp.

## Ở động vật khác
Cơ delta tìm thấy trong các loài vật thuộc họ Người. Ở loài vượn khác, giống như loài tinh tinh thông thường, cơ delta lớn hơn nhiều so với ở người, nặng trung bình 383,3 gram (ở người là 191,9   gram).